# بستیون تی۷۷
بستیون تی۷۷ یک کراس‌اوور کامپکت است که توسط گروه فاو با نام تجاری بستیون تولید می‌شود.

## بررسی

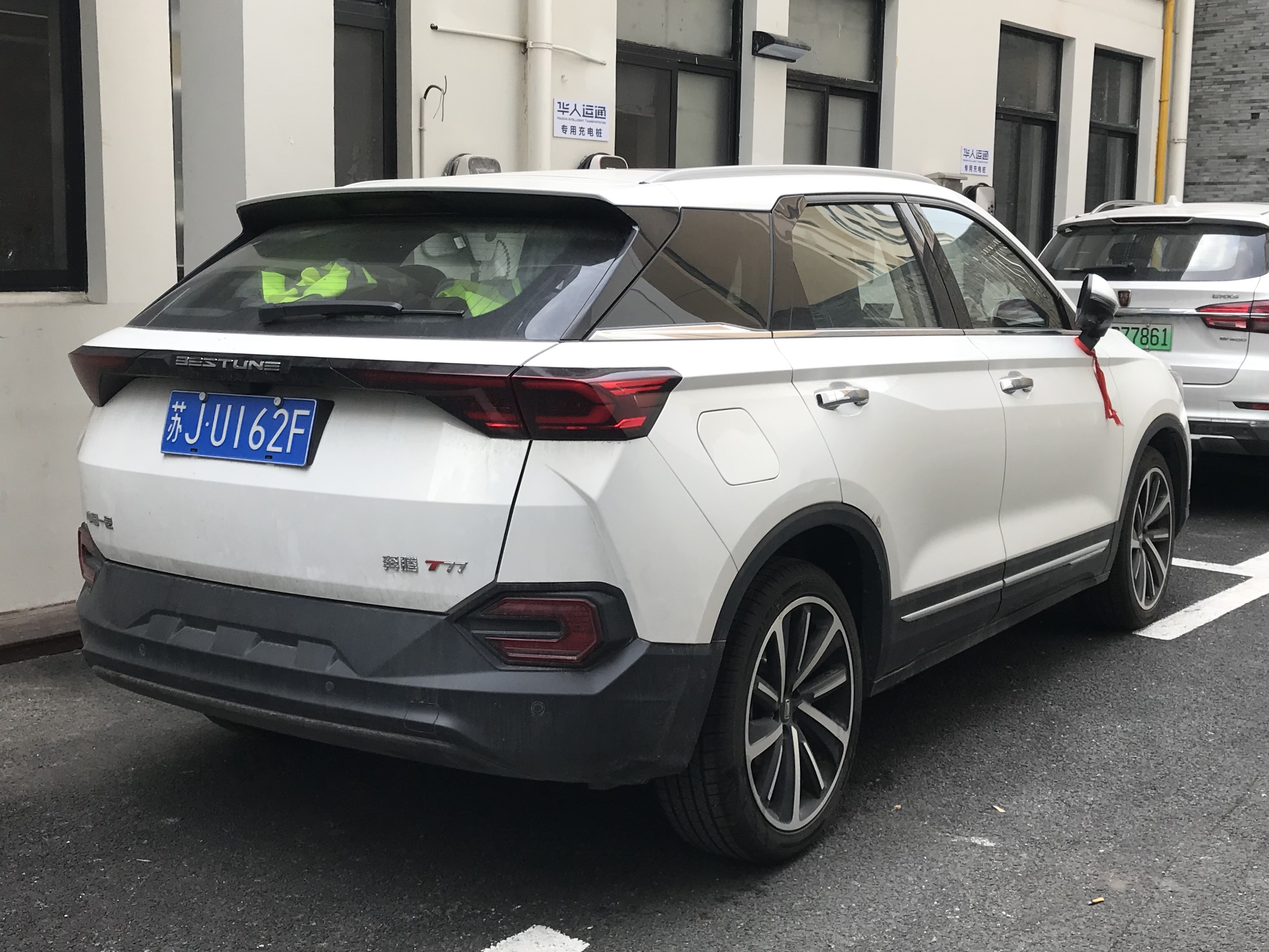
نمای عقب

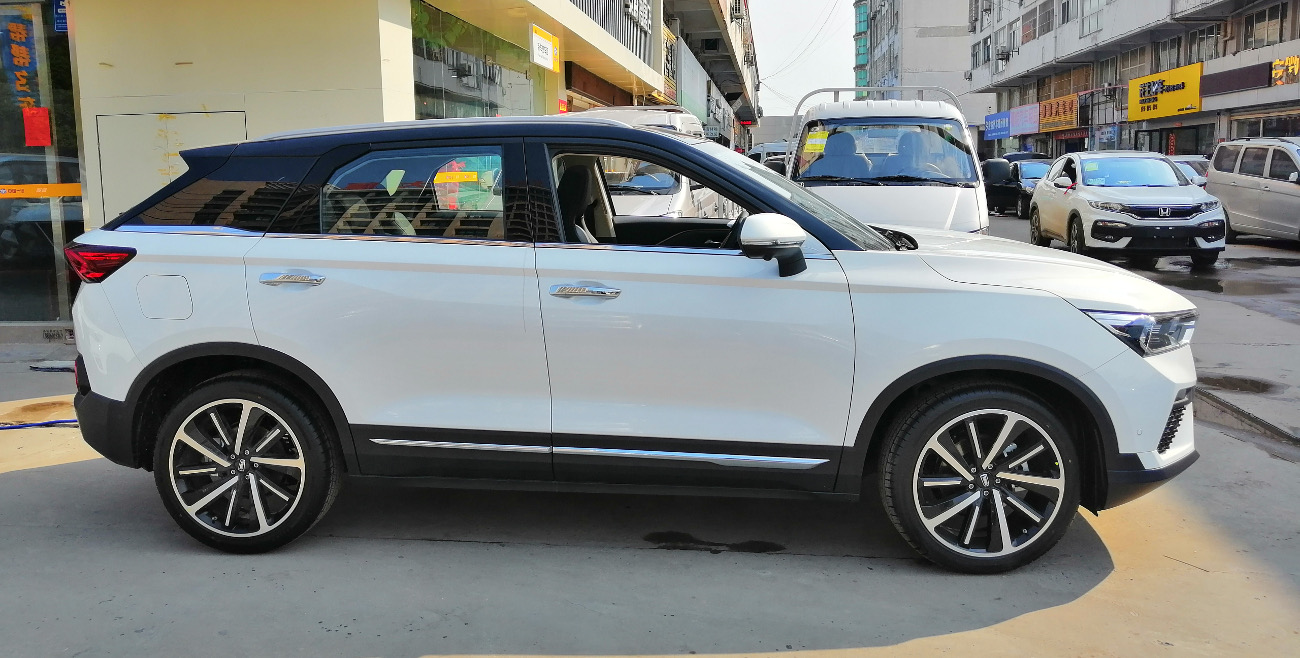
نمای جانبی

کراس‌اوور کامپکت بستیون برای اولین بار در نمایشگاه خودرو پکن در آوریل ۲۰۱۸ به عنوان بسترن تی-کانسپت معرفی شد. مدل تولیدی این خودرو در نمایشگاه خودرو گوانگژو در نوامبر همان سال به نمایش درآمد. از آن زمان، تی۷۷ در بازار چین در حال فروش است.
بستیون تی۷۷ اولین وسیله نقلیه‌ای است که توسط فاو با نام بین‌المللی جدید «بستیون» به جای «بسترن» به بازار عرضه شده‌است. با این وجود، نام تجاری چینی بدون تغییر باقی مانده‌است.
داخل بستیون تی۷۷ دارای یک دستیار هولوگرافی به نام سیستم کنترل هوشمند هولوگرافیک است. این سیستم دارای سه کاراکتر و پنج گزینه ظاهری برای هر کدام است. این دستیار می‌تواند ۴۳ عمل مختلف را به دنبال دستورهای صوتی انجام دهد.
بستون تی۷۷ از یک موتور ۱٫۲ لیتری با قدرت ۱۴۳ اسب بخار (۱۰۷ کیلووات؛ ۱۴۵ اسب بخار متری) بهره می‌برد. این موتور با جعبه‌دنده پنج سرعته دستی یا هفت سرعته دوکلاچه جفت می‌شود و تنها به عنوان مدل محور جلو موجود است. برند فاو در روسیه این کراس اوور را به عنوان بسترن ایکس۶۰ در پاییز ۲۰۲۰ معرفی کرد.

### لادا ایکس-کراس ۵
لادا ایکس-کراس ۵ یک بستیون تی۷۷ تغییر یافته برای بازار روسیه است و در کارخانه آوتوواز در سن پترزبورگ که قبلاً متعلق به نیسان بود، تولید خواهد شد.